# جيمس هارينغتون (كاتب)
جيمس هارينغتون (بالإنجليزية: James Harrington)‏ (3 يناير عام 1611- 11 سبتمبر عام 1677)، كان منظّرًا سياسيًا للجمهوريانية الكلاسيكية. اشتهر بعمله المثير للجدل «كومنويلث أوشينا» (1656). تناول هذا العمل الدستور المثالي الهادف إلى تسهيل عملية تطوير الجمهورية الطوباوية.

## مطلع حياته
وُلد هارينغتون في أبرشية أبتون المدنية في مقاطعة نورثامبتونشير، إذ كان الابن الأكبر للسير سابكوت هارينغتون من قرية راند في مقاطعة لنكولنشاير الذي تُوّفي في عام 1629. كان ابن الأخ الأكبر للورد هارينغتون من إكستون الذي تُوّفي في عام 1615. كانت والدته جاين سامويل من أبتون ابنة السير ويليام سامويل. عاش مع والده لبعض من الوقت في منزل مانور في قرية ميلتون مالسور في مقاطعة نورثامبتونشير، إذ تشير لويحة زرقاء معلّقة في منزل مانور إلى هذه الحقيقة.
تحتوي كنيسة القرية على لويحة مزخرفة على جدار مذبح الكنيسة جنوب السيدة جاين زوجة الراحل السير سابكوت. تُوفّيت السيدة جاين في 30 مارس من عام 1619 عندما كان جيمس في السابعة أو الثامنة من عمره، وفقًا لنصب تذكاري في كنيسة الصليب المقدّس في ميلتون.

## طفولته وتعليمه
تُعتبر معلوماتنا حول طفولة هارينغتون وتعليمه المبكّر معدومة فعليًا؛ لكنّه يبدو بأنّه قضى طفولته وتلّقى تعليمه المبكّر في قصر العائلة في قرية راند. التحق هارينغتون بكلّية الثالوث في جامعة أوكسفورد بصفته سيّدًا عاديًا في عام 1629، وغادرها بعد عامين دون الحصول على درجة. كان الكاهن الملكي الأعلى وليام تشيلينغورث أحد أساتذته لفترة وجيزة. التحق هارينغتون بإحدى الهيئات القانونية الأربعة في لندن «ميدل تيمبل» لكنّه غادرها فجأة محتقرًا المحامين إلى الأبد، إذ يظهر هذا العداء في كتاباته اللاحقة.

## شبابه

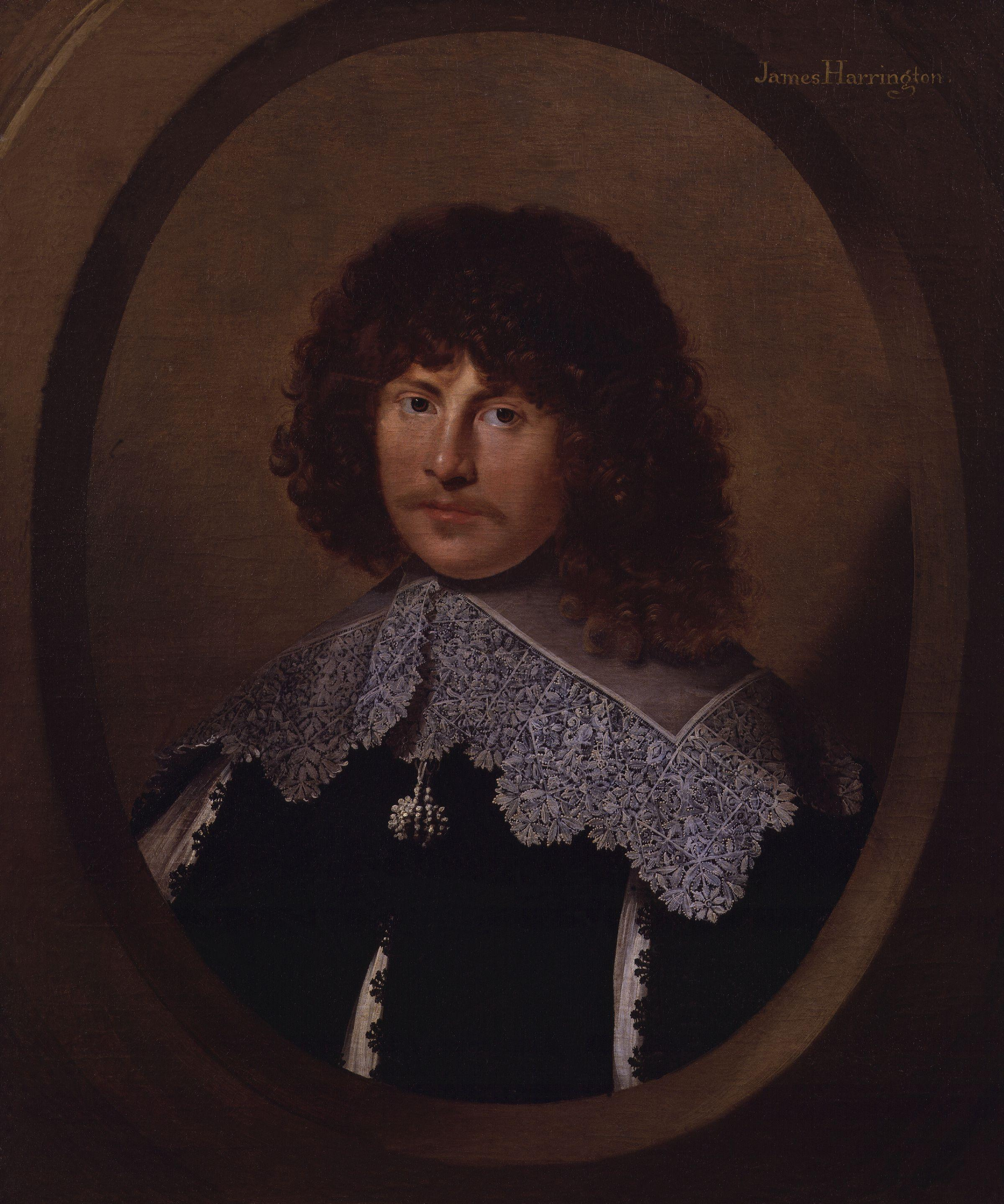
جيمس هارينغتون حوالي عام 1635.

توّفي والد هارينغتون خلال فترة شبابه، لكنّ ميراثه ساعده في دفع تكاليف سفره القارّي الذي استمرّ لعدّة سنوات. جُنّد هارينغتون في كتيبة الميليشيا الهولندية (دون تجربته لأي خدمة سابقًا) قبل أن يجول في هولندا والدنمارك وألمانيا وفرنسا وسويسرا وإيطاليا. التقى بجيمس زوش في جنيف في صيف عام 1635، ثمّ سافر بعد ذلك إلى روما حيث تناول العشاء في الكلّية الإنجليزية اليسوعية برفقة روش وربما هنري نيفيل أو أخوه الأكبر ريتشارد في 14 يناير من عام 1636. في ضوء ذلك، تكلّم تولاند عن زيارة هارينغتون للفاتيكان حيث «رفض تقبيل قدم البابا» في أوائل عام 1936. وفي الوقت ذاته، ساعدت زيارته إلى البندقية في تعزيز إدراكه لحماسه فيما يتعلّق بالجمهوريات الإيطالية. عاد هارينغتون إلى إنجلترا في العام ذاته. وفي العقد التالي، لا يوجد أي إثباتات حول مجيئه وذهابه خلال الحروب الأهلية سوى القصص غير المؤكدة المنقولة عن أمثاله؛ كمرافقته لتشارلز الأول إلى اسكتلندا في عام 1639 بخصوص حرب الأساقفة الأولى ومجيئه لمساعدة البرلمان ماليًا من خلال القروض والعطاءات بين عامي 1641 و1642 وفي عام 1645. خلافًا لذلك، يبدو وكأنه «عاش في قرية راند وكان رجلًا نبيلًا غير متزوجًا ومولعًا بالدراسة».
لم يتداخل ولاء هارينغتون السياسي الجلّي للبرلمان مع إخلاصه الشخصي القوّي للملك. رافق هارينغتون «لجنة» من النوّاب المُعيّنين بعد اعتقاله، وذلك بهدف إقناع تشارلز بالانتقال من نيوكاسل إلى منزل هولدينباي كي يكون أقرب إلى لندن. تدخّل هارينغتون ونجح في محاولة أخرى لإجبار الملك على الانتقال قسرًا إلى العاصمة. حصل على منصب «غروم أوف ذات تشامبر» في شهر مايو من عام 1647، إذ تصّرف بهذه الصفة خلال نهاية العام وخلال عام 1648 في قلعة هورست وفي قلعة كاريسبروك. وفي وقت ما بحلول العام الجديد 1649، أنهى البرلمانيون الغاضبون خدمة هارينغتون للملك، وذلك بسبب رفضه القسم على الإبلاغ عن أي شيء يسمعه فيما يتعلّق بمحاولة هروب ملكية. أفاد تقريران معاصران بوقوف هارينغتون وتشارلز على منصّة الإعدام، إلا أن هذه التقارير مجرّد إشاعات.

## «أوشينا»
كرّس هارينغتون وقته لتأليف «أوشينا» بعد وفاة تشارلز. صودرت نسخة الكتاب أثناء مرورها عبر المطبعة، وذلك بأمر من الوصي على العرش البريطاني حينها أوليفر كرومويل. وعلى الرغم من ذلك، نجح هارينغتون في كسب رضاء ابنه كرومويل المفضّلة السيدة كلايبول، وبذلك أُعيد العمل إليه ليُنشر في عام 1656 مع إهداء جديد لكرومويل. سعى هارينغتون وآخرون (الذين شكّلوا نادي «روتا» في عام 1659) إلى الضغط بشكل عملي من خلال الآراء الواردة في «أوشينا» لكنّهم لم يفلحوا، ولا سيما من خلال الآراء المتعلّقة بالتصويت عن طريق الاقتراع وتناوب القضاة والمشرّعين.

### تاريخ التحرير
اختفت مخطوطات هارينغتون، وتضمنت كتاباته المطبوعة كل من «أوشينا» ومجموعة من الوثائق والكرّاسات والأقوال المأثورة والأطروحات التي كرّس العديد منها للدفاع عن مخطوطاته. سُمّيت الطبعتان الأوليتان باسم «تشابمان» و«باكمان»، إذ تتطابق محتوياتها تقريبًا. حُرّرت أعماله بما في ذلك «باكمان» و«أوشينا» وعمله الهام إلى حد ما «نظام السياسة»، إذ تضمّنت في تحريرها الأولي سيرته الذاتية المكتوبة من قبل جون تولاند في عام 1700. ظهرت طبعة تولاند للمرة الأولى في دبلن في عامي 1737 و1758 وفي إنجلترا في عامي 1747 و1771 متضمّنةً بعض الإضافات الجوهرية لتوماس بيرش. أُعيدت طباعة «أوشينا» في مكتبة هنري مورلي العالمية في عام 1883؛ وأعاد إس. بي. ليجيغرين طباعة إصدار دقيق لعمله «باكمان» في عام 1924.
كان جاي. جي. أيه. بوكوك محرر هارينغتون الحديث، إذ حرّر مجموعة شاملة من منشورات هارينغتون في عام 1977 وأضاف إليها مقدّمة تاريخية مطوّلة. أفسدت تصريحات بوكوك أعمال هارينغتون النثرية، إذ قال إنها ذات طبيعة عملية غير منضبطة وأنها «تفتقر إلى الحنكة» بشكل واضح. وقال إن هارينغتون لم يرقَ أبدًا إلى مستوى «الخطيب الأدبي العظيم».

## وصلات خارجية
- جيمس هارينغتون (كاتب) على موقع الموسوعة البريطانية (الإنجليزية)
- جيمس هارينغتون (كاتب) على موقع إن إن دي بي (الإنجليزية)
- مؤلفات جيمس هارينغتون في مشروع غوتنبرغ
- أعمال أو نبذة عن جيمس هارينغتون على أرشيف الإنترنت